# Madeline Nyamwanza-Makonese
Madeline Nyamwanza-Makonese est la première femme médecin de nationalité zimbabwéenne, la première femme africaine à être diplômée de la faculté de médecine de l'université du Zimbabwe,, et la deuxième femme médecin africaine formée sur le continent, après l'Ougandaise Josephine Nambooze.

## Biographie
Septième enfant d'une famille de neuf, elle est née à la mission St Augustine, à Penhalonga, où son père travaillait à la ferme de la mission.
Madeline Nyamwanza-Makonese a fait ses études primaires et secondaires à la mission St Augustine. Elle est allée au lycée de Goromonzi, où elle a étudié les mathématiques, la chimie et la biologie. Elle a ensuite obtenu une bourse du gouvernement pour faire des études de médecine. Elle a fait son internat à l'hôpital de Mpilo et diplômée docteur en médecine en 1970 à l'université du Zimbabwe. Elle était la seule femme dans une classe de vingt-cinq étudiants[réf. souhaitée].
En 2021, Madeline a partagé son expérience dans une interview avec le groupe First Ladies Africa.
Madeline est mariée à Eben Makonese,.

## Carrière
Madeline Nyamwanza-Makonese a été diplômée en 1970 de la faculté de médecine de l'université de Rhodésie, devenue depuis université du Zimbabw. Elle a été la première femme formée à la médecine dans le pays. En 2019, au congrès de la Medical Women's International Association, Madeline Nyamwanza-Makonese a témoigné de son expérience de lutte contre les discriminations envers les femmes noires dans les carrières médicales.